# Sunga (Tanzania)
Sunga è una circoscrizione rurale (rural ward) della Tanzania situata nel distretto di Lushoto, regione di Tanga. Conta una popolazione di 20 452 abitanti (censimento 2012).